# 和托輝特部
和托輝特部，明清之際蒙古喀爾喀部落札薩克圖汗部的一個分支，由札薩克圖汗族弟碩壘烏巴什創立。和托輝特人居住在今蒙古国西邊的乌布苏湖和東面的德勒格尔河之間。传统上屬於喀爾喀西北部，是組成喀爾喀蒙古族的主要群體之一。首领为珲台吉（本为“皇太子”音译，此后为“副王”之意）。順治十二年（1655年），清廷封和托輝特部琿臺吉俄木布额尔德尼為札薩克。和托輝特部名義上隸屬於札薩克圖汗部，實際上為一獨立部落，並管轄唐努山麓的烏梁海部落，即唐努烏梁海。

## 历史
明末清初的和托辉特有三个台吉，分别是硕垒乌巴什、俄木布额尔德尼和额磷沁罗卜藏。